# Taboiaki
Taboiaki – wieś w Kiribati, na atolu Nonouti, w archipelagu Wysp Gilberta, na Oceanie Spokojnym.